# Eberhard Vogel
Eberhard Vogel (ur. 8 kwietnia 1943 w Altenheim) – piłkarz niemiecki grający na pozycji ofensywnego pomocnika.

## Kariera klubowa
Vogel urodził się w mieście Altenheim. Karierę piłkarską rozpoczął w klubie SG Niederwiesa. W 1959 roku odszedł do SC Motor Karl-Marx-Stadt i w jego barwach zadebiutował w 1961 roku w rozgrywkach drugiej ligi NRD. Od czasu debiutu był podstawowym zawodnikiem zespołu i już w 1962 roku wywalczył awans do pierwszej ligi. W 1967 roku wywalczył z Motorem mistrzostwo Niemieckiej Republiki Demokratycznej, jedyne w historii klubu. Z kolei rok później wystąpił w przegranym 0:4 finale Puchar NRD z 1. FC Magdeburg. Do 1970 roku rozegrał w barwach Karl-Marx-Stadt 218 meczów i zdobył 78 goli.
Kolejnym klubem w karierze Vogela był FC Carl Zeiss Jena, w którym, podobnie jak w Karl-Marx-Stadt, był podstawowym zawodnikiem. W 1970 roku doprowadził Carl Zeiss do swojego drugiego w karierze tytułu mistrzowskiego, a w 1971 do wicemistrzostwa kraju. Lata 1973-1975 to kolejne drugie miejsca Carl Zeiss z Eberhardem w składzie, a w 1972, 1974 i 1980 zdobył on też Puchar NRD (odpowiednio 2:1 i 3:1 z Dynamem Drezno w finale oraz 3:1 z Rot-Weiß Erfurt). W 1981 roku po raz ostatni został wicemistrzem NRD. Do końca sezonu 1981/1982 (zakończył karierę w wieku 39 lat) wystąpił w 242 meczach klubu z Jeny, w których 118 razy trafiał do siatki rywali. Ogółem w pierwszej lidze zdobył 188 goli i zajmuje drugie miejsce na liście wszech czasów za Joachimem Streichem.
| Sezon   | Klub                     | Kraj | Rozgrywki | Mecze | Bramki |
| ------- | ------------------------ | ---- | --------- | ----- | ------ |
| 1961/62 | SC Motor Karl-Marx-Stadt | NRD  | 2. liga   | 20    | 8      |
| 1962/63 | SC Motor Karl-Marx-Stadt | NRD  | 1. liga   | 25    | 15     |
| 1963/64 | SC Karl-Marx-Stadt       | NRD  | 1. liga   | 25    | 7      |
| 1964/65 | SC Karl-Marx-Stadt       | NRD  | 1. liga   | 26    | 6      |
| 1965/66 | FC Karl-Marx-Stadt       | NRD  | 1. liga   | 22    | 5      |
| 1966/67 | FC Karl-Marx-Stadt       | NRD  | 1. liga   | 24    | 5      |
| 1967/68 | FC Karl-Marx-Stadt       | NRD  | 1. liga   | 25    | 13     |
| 1968/69 | FC Karl-Marx-Stadt       | NRD  | 1. liga   | 26    | 11     |
| 1969/70 | FC Karl-Marx-Stadt       | NRD  | 1. liga   | 25    | 8      |
| 1970/71 | FC Carl Zeiss Jena       | NRD  | 1. liga   | 20    | 11     |
| 1971/72 | FC Carl Zeiss Jena       | NRD  | 1. liga   | 15    | 7      |
| 1972/73 | FC Carl Zeiss Jena       | NRD  | 1. liga   | 21    | 17     |
| 1973/74 | FC Carl Zeiss Jena       | NRD  | 1. liga   | 24    | 9      |
| 1974/75 | FC Carl Zeiss Jena       | NRD  | 1. liga   | 23    | 14     |
| 1975/76 | FC Carl Zeiss Jena       | NRD  | 1. liga   | 25    | 19     |
| 1976/77 | FC Carl Zeiss Jena       | NRD  | 1. liga   | 16    | 7      |
| 1977/78 | FC Carl Zeiss Jena       | NRD  | 1. liga   | 23    | 12     |
| 1978/79 | FC Carl Zeiss Jena       | NRD  | 1. liga   | 14    | 3      |
| 1979/80 | FC Carl Zeiss Jena       | NRD  | 1. liga   | 21    | 9      |
| 1980/81 | FC Carl Zeiss Jena       | NRD  | 1. liga   | 25    | 9      |
| 1981/82 | FC Carl Zeiss Jena       | NRD  | 1. liga   | 15    | 1      |

## Kariera reprezentacyjna
W reprezentacji NRD Vogel zadebiutował 16 grudnia 1962 roku w wygranym 3:2 towarzyskim spotkaniu z Gwineą. W 1964 roku był członkiem olimpijskiej kadry Niemiec, która na Igrzyskach Olimpijskich w Tokio wywalczyła brązowy medal. W 1972 roku na Olimpiadzie w Monachium ponownie zdobył brązowy medal, tym razem z kadrą NRD. W 1974 roku został powołany przez selekcjonera Georga Buschnera do kadry na Mistrzostwa Świata w RFN, jedyny mundial na którym uczestniczyła kadra NRD. Tam Eberhard wystąpił w trzech meczach swojej drużyny: z Australią (2:0), z Chile (1:1) i z Argentyną (1:1). Ostatni mecz w kadrze narodowej rozegrał w kwietniu 1976 przeciwko Algierii (5:0). Łącznie wystąpił w niej 69 meczach i zdobył 24 gole.

## Kariera trenerska
Po zakończeniu kariery piłkarskiej Vogel został trenerem. Prowadził rezerwy Borussii Mönchengladbach i 1. FC Köln, a także pierwsze drużyny Hannoveru 96, FC Carl Zeiss Jena, 1. FC Magdeburg, Dresdner SC, VfB Sangerhausen oraz był selekcjonerem reprezentacji Togo.